# Slovenian Juniors 2008
Das Slovenian Juniors 2008 fand als bedeutendstes internationales Nachwuchsturnier von Slowenien im Badminton vom 10. bis zum 12. Oktober 2008 in Mirna statt. Es war die 15. Auflage der Veranstaltung.

## Sieger und Platzierte der Junioren U19
| Disziplin    | Gold                               | Silber                          | Bronze                              |
| ------------ | ---------------------------------- | ------------------------------- | ----------------------------------- |
| Herreneinzel | Matevž Bajuk                       | Luka Wraber                     | Mykola Martynenko                   |
| Herreneinzel | Matevž Bajuk                       | Luka Wraber                     | Lukáš Zevl                          |
| Dameneinzel  | Natalya Voytsekh                   | Mariya Ulitina                  | Yuliya Kazarinova                   |
| Dameneinzel  | Natalya Voytsekh                   | Mariya Ulitina                  | Mónika Szőke                        |
| Herrendoppel | Milan Ludík Marek Teller           | Paul Demmelmayer Bernd Thormann | Matevž Bajuk Matthias Bertsch       |
| Herrendoppel | Milan Ludík Marek Teller           | Paul Demmelmayer Bernd Thormann | Václav Benbenek David Horáček       |
| Damendoppel  | Yuliya Kazarinova Mariya Ulitina   | Elisabeth Baldauf Belinda Heber | Eliška Maixnerová Adéla Molnáriová  |
| Damendoppel  | Yuliya Kazarinova Mariya Ulitina   | Elisabeth Baldauf Belinda Heber | Tina Kodrič Živa Repše              |
| Mixed        | Matthias Bertsch Elisabeth Baldauf | Gennadiy Natarov Olga Nadtochiy | Sergiy Garist Natalya Voytsekh      |
| Mixed        | Matthias Bertsch Elisabeth Baldauf | Gennadiy Natarov Olga Nadtochiy | Mykola Martynenko Yuliya Kazarinova |